# Jewgeni Alexandrowitsch Koroljow
Jewgeni Alexandrowitsch Koroljow (russisch Евгений Александрович Королёв, englisch Evgeni Koroliov; * 1. Oktober 1949 in Moskau) ist ein russischer Pianist.

## Leben
Ersten Klavierunterricht erhielt Jewgeni Koroljow an der Zentralen Musikschule Moskau durch Anna Artobolewskaja. Später wurde er auch von Heinrich Neuhaus und Marija Judina unterrichtet, bevor er seine Studien bei Lew Oborin und Lew Naumow am Staatlichen Konservatorium „P. I. Tschaikowski“ in Moskau fortsetzte. Bei internationalen Wettbewerben konnte er zahlreiche Preise gewinnen. 1978 wurde er an die Hochschule für Musik und Theater Hamburg berufen und lehrt dort seitdem als Professor. Er lebt heute mit seiner Frau Ljupka Chadschi-Georgijewa, mit der er seit Studienzeiten auch im Duo („Duo Koroliov“) spielt, in Hamburg.

## Repertoire
Besonders verbunden ist Koroljow dem Werk Bachs – so spielte er als Siebzehnjähriger Das Wohltemperierte Klavier in Moskau. Auch mit zyklischen Aufführungen von Bachs Klavierwerk machte Koroljow auf sich aufmerksam. Seine Bach-Einspielungen wurden gelobt – György Ligeti etwa schätzte vor allem Koroljows Aufnahme der Kunst der Fuge und sagte darüber:
„… but if I am to be allowed only one musical work on my desert island, then I should choose Koroliov's Bach, because forsaken, starving and dying of thirst, I would listen to it right up to my last breath.“
„… aber wenn ich nur ein Werk auf eine einsame Insel mitnehmen dürfte, so wähle ich Koroljows Bach, denn diese Aufnahme würde ich, einsam verhungernd und sterbend vor Durst, bis hin zu meinem letzten Atemzug hören.“
Zu seinem weiteren Repertoire zählen neben den Wiener Klassikern auch Werke u. a. von Franz Schubert, Frédéric Chopin, Claude Debussy bis hin zu Olivier Messiaen und György Ligeti.